# Hamersley River
Hamersley River är ett vattendrag i Australien. Det ligger i delstaten Western Australia, omkring 440 kilometer sydost om delstatshuvudstaden Perth.
Genomsnittlig årsnederbörd är 655 millimeter. Den regnigaste månaden är juli, med i genomsnitt 104 mm nederbörd, och den torraste är februari, med 13 mm nederbörd.